# Ирина Алегрова
Ирина Алегрова (на руски: Ирина Александровна Аллегрова) е руска певица, народна артистка на Русия (2010) с подписан от президента Дмитрий Медведев указ.

## Биография
Ирина Алегрова е родена през 1952 г. в Ростов на Дон в артистично семейство. Баща ѝ Александър Саркисов е етнически арменец и на 17 г. взема артистичния псевдоним Алегров от италианското allegro („весел, радостен“), който става фамилия и на Ирина. В детството си тя живее в Баку в Азербайджан, където учи пиано и балет.
През 1972 г. ражда дъщеря си Лала, която оставя при родителите си след развода си, и на 22 г. се премества в Москва, започвайки певческа кариера. През 1987 г. става солистка на групата „Електроклуб“ и печели с нея първо място в конкурса „Златен камертон“ с песента „Три писма“. Излиза и първият диск с 8 песни на групата.
През 1990 г. Ирина Алегрова напуска група „Електроклуб“ и започва солова кариера. През 1994 г. излиза първият ѝ компактдиск и същата година е номинирана за „Най-добра поп-певица за 1992/1993 г.“ През 1995 г. излиза вторият ѝ диск, а през 1997 и албумът „Императрица“. През 2006 г. ѝ е присъдена наградата „Най-добра певица на Русия от арменски произход“.

## Семейство
Ирина Алегрова има четири брака:
- с Георги Таиров от 1971 до 1972 г. – баскетболист, баща на дъщеря ѝ Лала;
- с композитора Владимир Блехер от 1974 до 1979 г.;
- с продуцента и бас китарист Владимир Дубовицкий от 1985 до 1990 г.;
- с танцьора Игор Капуста от 1993 до 2001 г.

## Дискография
Студийни албуми
- 1992 — „Странник мой“
- 1994 — „Суженый мой...“
- 1994 — „Угонщица“
- 1996 — „Я тучи разведу руками...“
- 1997 — „Императрица“
- 1998 — „Незаконченный роман“
- 1999 — „Театр...“
- 2001 — „Всё сначала...“
- 2002 — „По лезвию любви“
- 2004 — „Пополам“
- 2005 — „С днём рождения!“
- 2007 — „Аллегрова 2007“
- 2010 — „Эксклюзивное издание“
- 2016 — „Перезагрузка. Перерождение“